# ستيف هولمز
ستيف هولمز (الفرنسية:Steve Holmes)،ولد في 23 مارس 1961م، هو ممثل إباحي ألماني من أصل روماني.

## مسيرته
بدايته في السينما الإباحية كانت سنة 1997م لعب أدوارا في أزيد من 900 فيلم في سنة 2011م لعب دورا في فيلمDXK 

## روابط خارجية
- ستيف هولمز على موقع IMDb (الإنجليزية)
- ستيف هولمز على موقع ألو سيني (الفرنسية)
- ستيف هولمز على موقع قاعدة بيانات الفيلم (الإنجليزية)
- ستيف هولمز على موقع ليتربوكسد (الإنجليزية)
- ستيف هولمز على موقع كينوبويسك (الروسية)